# Port lotniczy Melville Hall
Port lotniczy Melville Hall – port lotniczy zlokalizowany w miejscowości Marigot, na Dominice. Został zbudowany w 1961 roku.

## Linie lotnicze i połączenia
- American Eagle obsługiwane przez Executive Air (San Juan)
- LIAT (San Juan, Gwadelupa, Antigua, Barbados, Saint Vincent)